# Ángel Sergio Guerrero Mier
Ángel Sergio Guerrero Mier (Victoria de Durango, Durango; 18 de agosto de 1935-10 de enero de 2021) fue un abogado y político mexicano, perteneciente al Partido Revolucionario Institucional y que fue gobernador de Durango entre 1998 y 2004.

## Biografía
Siendo abogado egresado de la Universidad Juárez del Estado de Durango, ocupó diversos cargos en el gobierno del estado entre los que están Jefe de Gobernación, Oficial Mayor de la cámara de Diputados Federales y Secretario General de Gobierno entre 1970 y 1974. Por otro lado, Guerrero Mier fue también presidente Estatal del PRI, Senador, Diputado Local y Diputado Federal en tres ocasiones en las Legislaturas L, LIII y LVII
En 1998 fue postulado candidato a Gobernador de Durango, resultando electo y ocupando el cargo hasta 2004. Ya retirado, falleció años después finalmente el 10 de enero de 2021 a los 85 años de edad.